# ظهير 4 يونيو 1864
ظهير 4 يونيو 1864 هو ظهير صدر عن سلطان المغرب محمد بن عبد الرحمن لتشجيع التجارة الحرة في الإمبراطورية الشريفية، من خلال منح مزايا للدول الأوروبية.